# Юлдашева, Мархамат
Мархамат Юлдашева (1920 год, Ташкент, Сырдарьинская область, Туркестанская АССР — неизвестно, Ташкент, Узбекская ССР) — ровничница прядильной фабрики № 2 Ташкентского текстильного комбината имени Сталина Ташкентского совнархоза, Узбекская ССР. Герой Социалистического Труда (1960).

## Биография
Родилась в 1920 году в рабочей семье в Ташкенте. После окончания неполной средней школы обучалась в школе фабрично-заводского обучения. С 16-летнего возраста трудилась оператором ровничной машины на Ташкентском текстильном комбинате. После рождения сына находилась в декретном отпуске. Продолжила трудиться ткачихой с 1941 года на том же производстве.
Участница Стахановского движения. В своей трудовой деятельности достигла высоких профессиональных навыков. При плановой ликвидации обрыва и заправки прядильной ленты за 18 секунд, совершала эту операцию за 12 — 14 секунд. Каждую рабочую смену показывала высокие трудовые результаты, выполняя производственную норму на 150 %. Была наставницей, подготовила несколько молодых ткачих. Указом Президиума Верховного Совета СССР от 7 марта 1960 года удостоена звания Героя Социалистического Труда за «в ознаменование 50-летия Международного женского дня, за выдающиеся достижения в труде и особо плодотворную общественную деятельность» с вручением ордена Ленина и золотой медали «Серп и Молот» (№ 8317).
Избиралась депутатом Фрунзенского районного Совета народных депутатов в Ташкенте.
После выхода на пенсию проживала в Ташкенте. Дата смерти не установлена.
В литературе
В 1972 году вышла книга «Новаторы» (№ 542) серии ЖЗЛ, в которой Мархамат Юлдашевой посвящён отдельный очерк (автор — Ю. Белов).